# Choča
Choča (in ungherese Hecse) è un comune della Slovacchia facente parte del distretto di Zlaté Moravce, nella regione di Nitra.